# Ctenicera canaliculata
Ctenicera canaliculata is een keversoort uit de familie kniptorren (Elateridae). De wetenschappelijke naam van de soort is voor het eerst geldig gepubliceerd in 1885 door Fairmaire.